# Stadtpark Ålesund

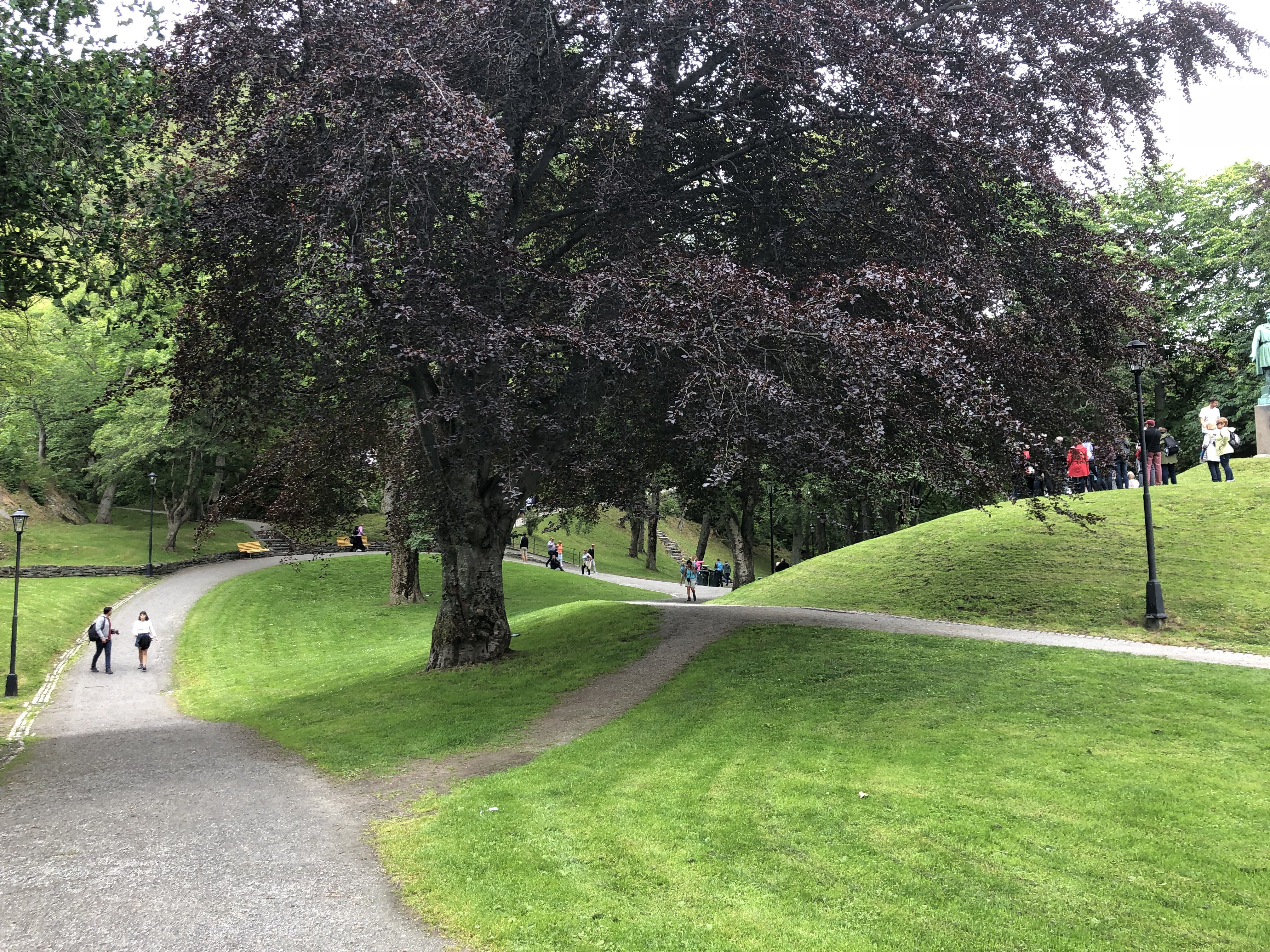
Stadtpark Ålesund, 2019

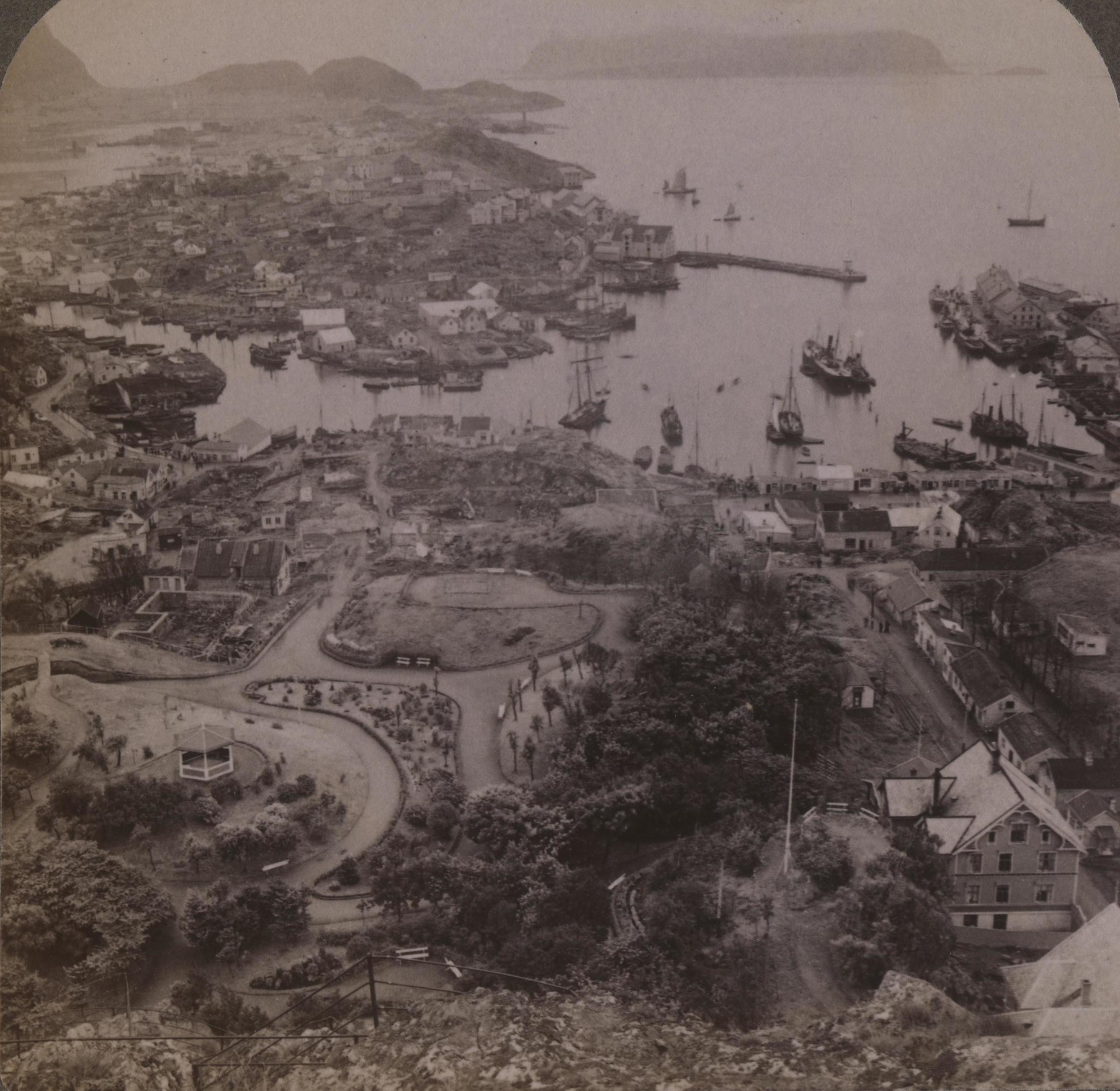
Stadtpark (unten) 1904 oder 1905 vor der durch den Stadtbrand von Ålesund 1904 zerstörten Stadt

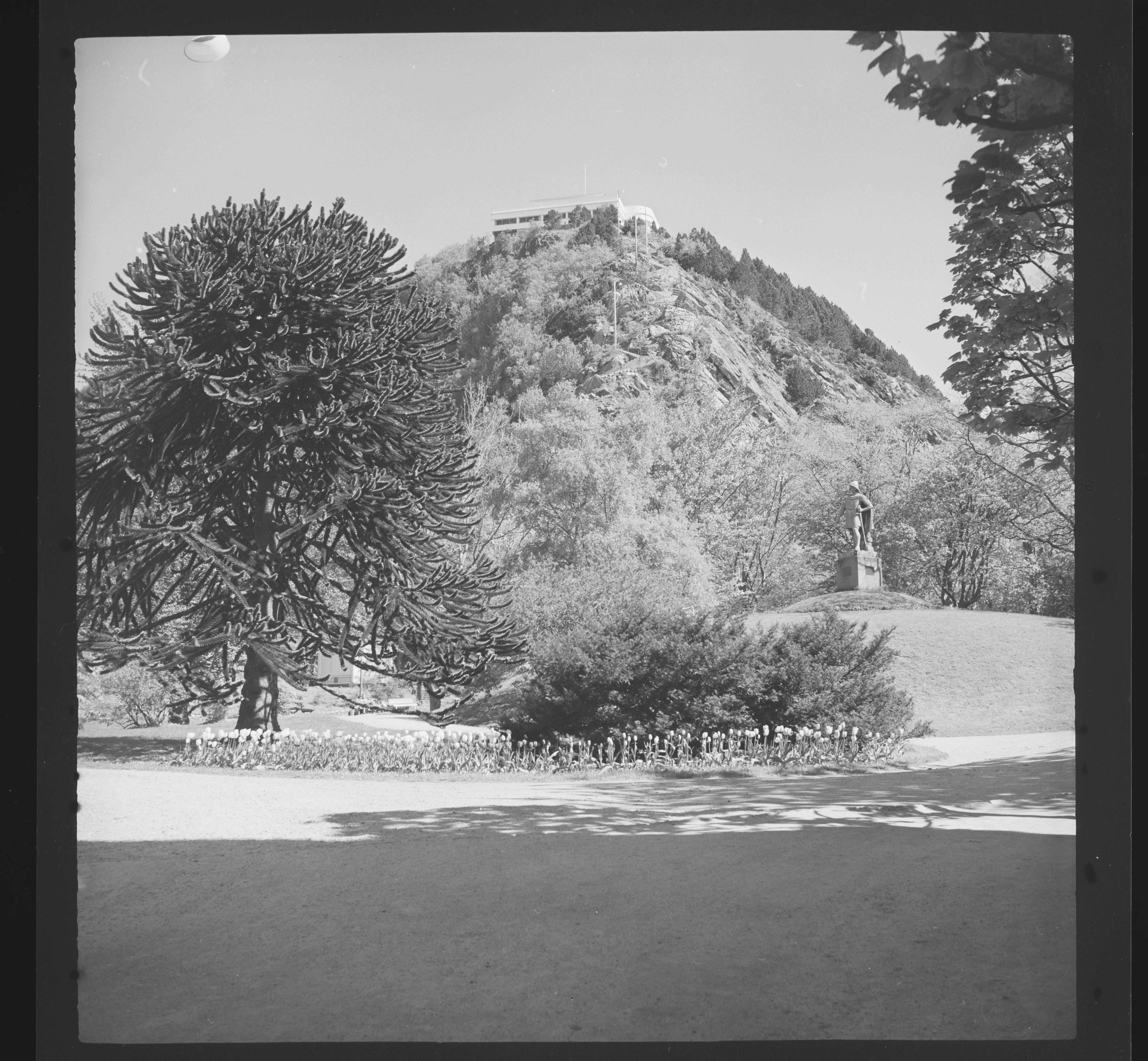
Blick durch den Stadtpark auf den Aksla, vor 1959

Der Stadtpark Ålesund ist der Stadtpark der norwegischen Stadt Ålesund in der Provinz Møre og Romsdal.

## Lage
Er liegt östlich der Innenstadt Ålesunds am Fuße des sich steil östlich über den Park erhebenden Berg Aksla auf der Insel Nørvøya. Zum Gipfel des Akslas und des dort befindlichen Aussichtspunkts Fjellstua führt vom Stadtpark aus eine Treppe mit 418 Stufen.

## Gestaltung und Geschichte
Der Stadtpark wurde im Jahr 1885 angelegt und diente als Naherholungsgebiet für die Bevölkerung Ålesunds. Die Gestaltung orientierte sich an englischen Landschaftsgärten. Markant für den Stadtpark sind mehrere kleine Hügel mit darauf geschwungen angelegten Parkwegen. Es gibt außerdem zwei kleine Teiche. Von 1921 bis 1923 wurde der der Straße zugewandte Teil des Parks geschaffen. Im Jahr 2010 erfolgte eine Verjüngung des Parks.
Neben einheimischen Pflanzen ist eine Chilenische Araukarie bemerkenswert, von der angenommen wird, dass norwegische Seeleute sie Anfang des 20. Jahrhunderts aus Südamerika mitbrachten.
Im Park befinden sich mehrere Denkmäler bzw. Kunstwerke. Zentral auf einem Hügel steht das an den Wikinger Rollo erinnernde Rollo-Denkmal. Am nördlichen Rand des Stadtparks wurde das Kaiser-Wilhelm-II.-Denkmal errichtet. Eine im Park befindliche Markierung zeigt den von 1824 bis 1875 bestehenden Grenzverlauf zwischen Ålesund und Borgund. Darüber hinaus befindet sich im Stadtpark die von Per Inge Bjørlo geschaffene Skulptur Gener. Am Rand des Parks steht auf einem Hügel ein Bautastein mit der Inschrift 1885.